# Hommersch
Hommersch ist ein ripuarischer Dialekt, der im Homburger Ländchen im Oberbergischen Kreis gesprochen wird. Zusammen mit den verwandten Mundarten der Gemeinden Reichshof und Waldbröl, der Holper sowie der Rosbacher, Dattenfelder und Leuscheider Mundart nimmt das Homburgische eine Sonderstellung in der ripuarischen Sprachlandschaft ein. Es wird als sogenanntes Reliktmundartgebiet bezeichnet.
Hommersch wird wie alle Lokalsprachen des nordwestlichen deutschen Sprachraums auch allgemein Platt genannt.

## Geografische Einordnung
Das Homburgische ist der Dialekt des früheren Territorialgebietes der Reichsherrschaft Homburg, die aus den Altgemeinden Wiehl, Drabenderhöhe, Nümbrecht und Marienberghausen bestand. Darüber hinaus sprach man teilweise auch in den angrenzenden Gebieten, entweder aus wirtschaftlichen oder konfessionellen Gründen heraus dieselbe Mundart, dies ist beispielsweise für den nördlich angrenzenden Aggerraum um Dieringhausen der Fall. Durch Territorialgrenzen wurden auch Kirchengemeinden getrennt. Die zur Kirchengemeinde Drabenderhöhe gelegenen Orte Büddelhagen, Verr, Obermiebach und Scheidt lagen im Herzogtum Berg, aber durch die Kirchenzugehörigkeit zu Drabenderhöhe sprach man Homburgisch. Dieselbe Situation dürfte sich auch für die schon auf Reichshofer Gebiet gelegenen Gehöfte Ohlhagen und Freckhausen ergeben, die zur Kirchengemeinde Marienhagen gehören.
Die Sprachgrenze im Norden fällt mit der Machen-Maken-Linie bzw. Ich-Ik-Linie und damit dem niederfränkischen Sprachraum zusammen. Über Lobscheid trifft sie bei Vollmerhausen an die Agger und folgt flussaufwärts bis nach Ahe. Dort grenzt sie an den Eckenhagener Sprachraum und folgt bis auf kleinere Abweichungen der alten Territorialgrenze im Osten. Die westliche Grenze markiert das katholische Kirchspiel Much. Im Süden folgt die Sprachgrenze in etwa dem Waldbrölbach.
Im eigentlichen Sinne gehören die Waldbröler Mundart, sowie die des Kirchspiels Holpe auch zum Homburgischen. Eng verwandt sind auch die Mundarten des Reichhofs und der ehemaligen Gemeinden Dattenfeld, Rosbach und Leuscheid, die bis auf Reichshof und Dattenfeld aber schon südlich der Dorf-Dorp-Linie, der eigentlichen Abgrenzungslinie des Ripuarischen zum Moselfränkischen, liegen.

## Reliktmundart
Der Dialekt des Homburger Ländchens wird den ripuarischen Mundarten zugeordnet und bildet zusammen mit den alten Kirchspielen Wiehl (umfasste auch Osberghausen, Bielstein und alle Orte südlich der Agger), Drabenderhöhe, Marienhagen und dem Dieringhausener Raum mit Vollmerhausen, Liefenroth und Lobscheid, sowie den Kirchspielen Nümbrecht, Marienberghausen, Waldbröl und mit Einschränkungen der Holper Mundart eine sprachliche Einheit.
Der ripuarische Sprachraum umfasst neben den Grenzgebieten in Belgien (Eupen) und den Niederlanden (Vaals, Bocholtz, Kerkrade) den rheinischen Raum zwischen Aachen im Westen und Reichshof im Osten, Benrath im Norden sowie Ahrweiler und der Eifelbarriere im Süden. Als sprachliches Kulturzentrum wirkt vor allem die Metropole Köln nach außen hin in die landkölnische Varietät in der Umgebung.
Die Homburgische Sprachlandschaft umfasst alle Merkmale eines Grenz- und Übergangsgebietes und ist gleichzeitig lingual gesehen ein altes Rückzugsgebiet (Reliktgebiet). Alte Lauterscheinungen und Sprachformen sind resthaft erhalten geblieben, die in anderen rheinischen Mundarten verloren gegangen sind. Dieses urtümliche Gepräge einer Reliktlandschaft kommt auch in manchen altertümlichen Gebräuchen (wie zum Beispiel das Pfingst-„trööten“ oder „blååsen“ auf selbstgefertigten „Pa'ißhöe'ernern“ (Pfingsthörnern), die aus geschälter Erlenrinde gedreht werden und mit einem durchgesteckten Ästchen gehalten werden), Glaubensvorstellungen, in der Volksdichtung und Volksmedizin zum Ausdruck.
Die Reliktlandschaft im Homburger Ländchen entstand auch durch die homogene konfessionelle Zusammensetzung der Bevölkerung mit über die Jahrhunderte kaum veränderter Bevölkerungszusammensetzung. Zuwanderung gab es so gut wie gar nicht, bis auf wenige jüdische Zusiedler, die sich bereits ab 1741 in den Gemeinden Nümbrecht und Marienberghausen niederließen und zunächst aus den Wittgensteinischen Stammlanden um Berleburg auswanderten. In der Umgebung dominierte in der Herrschaft Gimborn-Neustadt sowie im bergischen Amt Windeck vorwiegend die lutherische Konfession (bis auf die Gemeinden Much und Dattenfeld, sowie Morsbach, außer Holpe), im bergischen Amt Steinbach und in der Herrschaft Wildenburg hatte der Katholizismus prägend gewirkt. 1828 gehörten im Homburger Ländchen 98,98 % der reformierten Lehre an, 1831 waren dies 98,89 %, 1843 98,52 %, 1861 98,80 %, 1885 noch 96,32 %. Erst im 20. Jahrhundert sank der Anteil der Evangelischen durch die Industrialisierung des Wiehl- und Aggertals im ausgehenden 19. Jahrhundert. 1925 lag der prozentuale Anteil der Evangelischen noch bei 84,11 %. Somit fand gerade im 19. Jahrhundert kein Austausch mit den Nachbarregionen statt, im Gegenteil, durch die wirtschaftliche Rückständigkeit des Homburger Ländchens kam es zu einer Bevölkerungsabnahme. Viele Homburger, auch teilweise Drabenderhöher zog es in das aufstrebende konfessionell gleich gesinnte Wuppertal (Barmen und Elberfeld), was schnell als Mu'erland bezeichnet wurde. Zunächst strebten viele als Maurer und Zimmerleute in die Saisonarbeit während der Sommermonate dorthin, und ein großer Teil hat sich dort auch später dauerhaft sesshaft gemacht.
Allerdings kann man die homburgische Sprache nur bedingt als ripuarisch bezeichnen, da der stimmhafte Reibelaut j für schriftdeutsches g im An- als auch Inlaut fehlt. In großen Teilen des Oberbergischen Landes als auch im Windecker Ländchen hat sich dafür der alte stimmlose Gaumenlaut ch erhalten, der auch Ach-Laut genannt wird. So spricht man hier von „Mr chåån che'ern spaziêren“ oder „Chöff mr watt (in Nümbrecht „chätt“)“. In den Nachbargemeinden Much und Ründeroth heißt es schon „Mr jo'en je'ern spazêêren“ bzw. „Jöff mr jätt“.
Der Ach-Laut war früher im gesamten Kölner Raum verbreitet, wurde aber im Verlauf des Mittelalters durch den stimmhaften Reibelaut j weitgehend zurückgedrängt. Der harte Relikt-Reibelaut hebt sich so stark hervor, dass Anderssprachige aus den Nachbargemeinden diese Sprechweise lächerlich machen:
„Wa mr chåån, dann chåån mr nåå Chummerschbaach (früher auch Chummerscht), süss chåån mr charnett“, „Dann chrawê mr met dr Chrafschöppê (Grabschaufel), Chostav“ oder „Chott chröß dich, Chostav! Wann datt chot cheet“.
Für diese sprachliche Besonderheit gibt es auch eine historische Erklärung. Die Kirchspiele Much und Engelskirchen gehörten bis 1806 zum Herzogtum Berg, die homburgischen Kirchspiele Drabenderhöhe, Wiehl, Marienhagen, Nümbrecht und Marienberghausen sowie die später gegründete Kirchengemeinde Oberbantenberg zur Reichsherrschaft Homburg. Der Waldbröler und Holper Raum war bis zum Siegburger Vergleich 1604 ebenfalls homburgisch. Das Gebiet nördlich der Agger umfasste die Reichsherrschaft Gimborn-Neustadt. So bildeten sich durch die Landesterritorien eigene Sprachräume heraus und wirkten auch als Hemmstelle, die das Vordringen kölnischer Sprachformen verhinderte. Der Raum nördlich der alten Grenze entlang der Agger bildete ebenfalls die homburgische Mundart durch eine verkehrsgeografische Südorientierung heraus. Hier trennt dann eine Lautverschiebungsgrenze, die sogenannte Benrather Linie (maken-machen-Linie), die niederfränkischen Mundarten von den mitteldeutschen Dialekten. Diese für den deutschen Sprachraum bedeutende Sprachgrenze verläuft nördlich der Linie Remshagen, folgt der Grenze der ehemaligen Gemeinde Ründeroth, zieht nördlich an Lobscheid und Liefenroth vorbei und stößt bei Vollmerhausen auf die Agger, und folgt ihr aufwärts bis Derschlag und Baldenberg, entlang der ehemaligen Grenze der Stadt Bergneustadt, wo diese dann auf das Sauerland trifft und dann mit der östlichen Grenze der Gemeinde Reichshof zusammenfällt. Die Benrather Linie fällt hier mit der sogenannten Uerdinger Linie, der eck-ich-Linie, zusammen. Das niederfränkische maken und eck wurden auf diesen Sprachlinien zu machen und ich verschoben.
In allen homburgischen Gemeinden finden sich die verschobenen mitteldeutschen Formen. Doch in einigen Beispielen sind alte Verschlusslaute erhalten geblieben, wie in den unverschobenen Wörtern „Do'erp“ (Dorf), „we'erpên“ (werfen), „deep“ (tief), „att batt“ (es hilft, nützt), „söken“ (suchen), „Schottel“ (Schüssel), „ku'ert“ (kurz).
Für die Bildung von Sprachräumen spielen auch konfessionelle Gründe eine Rolle. Diese fallen in der Regel mit den alten Kirchspielgrenzen zusammen.
Typisch für die ripuarischen Mundarten sind die Verwandlung der Zahnlaute t und d in die Gaumenlaute g und k. Die Sprachwissenschaftler nennen dies Gutturalisierung und steht für die Näselung des n. Aus Hund wurde so „Hungd“, aus Winter „Wingter“, aus Leute „Lück“ oder „Löckt“, aus Schneider „Schnedger“, aus Rhein „Rhing“, aus Wein „Wing“, aus braun „brung“, aus strunzen „strungsên“. Belege für die Gutturalisierung im Inlaut sind unter anderem „angersch“ für anders, „bingen“ für binden, „schängen“ für eigentlich schänden (hier für schimpfen) oder „unger“ für unter. Doch gilt diese Sprachregel nur teilweise für das homburgische, denn aus „heute“ wird in Drabenderhöhe nicht „hück“, sondern „hütt“ – aus „Zeit“ wird nicht „Zick“, sondern „Zitt“ – aus „Braut“ wird nicht „Bruck“, sondern „Brutt“.
Beispiele:
- Ruppichteroth – Mr jonn höck flöck mot dr Bruck nåå dn Kongdern
- Marienberghausen – Mr chåån hüt met dr Brutt nå dn Kengern
- Much – Mr jo'en höck mött dr Bruck nåå den Köngdern. Mr säjen dem Bro'eder, hä söhl dê jrußê Jeeßê hollen
- Drabenderhöhe – Mr chåån hüt met dr Brutt nå dn Kingêrn. Mr saan dm Bru'er, hä sööl dê chro'eße Hippê hollen (Hippe = Ziege).

Die Gutturalisierung ist nördlich der Homburger Bröl also nicht in allen Fällen erfolgt. Südlich der Bröl spricht man von Löckt (Leute), Bögdel (Beutel), Schnedger (Schneider), Wegden (Weiden), lögden (leuten), Völ (Vögel) – nördlich der Homburger Bröl in Wiehl und Drabenderhöhe existieren die niederfränkischen Lautungen Lü, Bü'el, Schni'er, Wi'en, lü'en, Vö'el. Diese Sprachgrenze lässt sich auf die alten Kirchspielgrenzen, einerseits Nümbrecht und Waldbröl und andererseits Wiehl, Drabenderhöhe, Marienberghausen und Marienhagen zurückführen. Zusätzlich verläuft in ost-westlicher Richtung noch eine weitere Mundartgrenze, wo als Regel der ch-Ausfall vor t gilt:
In Wiehl, Marienberghausen, Drabenderhöhe, sowie vereinzelt nördlich der Homburger Bröl (Bierenbachtal, Oberbreidenbach, Prombach) sagt man: Näät (Nacht), bräät (brachte), Knäät (Knecht) im übrigen Homburgischen Näächt, bräächt und Knäächt. Auf dieser Sprachgrenze liegen Wörter mit Vokalkürze:
Mäll (Mehl), Bässêm (Besen), Läffêl (Löffel), chutt (gut), Jebönn (Fußboden), essen und Schaff (Wandschrank) im Norden, und die gedehnten Formen Me'el, Bääßem, Lääfel, chot, Jebü'en, äßên und Schaf im Süden. In Rose (Nümbrecht) (Kirchspiel Marienberghausen) sagt man: „Da Rö'eser (Bewohner von Rose) essen m'em Läffêl on kochen em Kessel on kehren m'em Bässêm“, dagegen sagen die Niederbreidenbacher (Kirchspiel Nümbrecht): „Da Breemijêr (Bewohner von Niederbreidenbach) ääßen m'em Lääfel on kååchên em Kääßel on kehrên m'em Bääßem“.
Außer der niederfränkischen Lautung „Lü“ für „Leute“ und „Wi'en“ für „Weiden“ gilt in Drabenderhöhe, Marienhagen und Wiehl auch noch die niederfränkische Bezeichnung „watt“ für „etwas“, das im ripuarischen Much „jätt“ und im Nümbrechter und Waldbröler Raum „chätt“ und im moselfränkischen Morsbach „gätt“ heißt. „Mr kann aver hören, datt Si uß dm Hommerschên sing, Si sahn lutter (immer): chätt“.
Weitere Unterschiede ergeben sich in der vokalischen Natur. In Drabenderhöhe und Wiehl hat sich der alte Vokalbruch (Diphthong) i'e erhalten, so zum Beispiel in „Wi'ertschaft“ (Wirtschaft), „Di'er“ (Tier), „I'erlen“ (Erlen). In der Gemeinde Nümbrecht heißt es dagegen „We'ertschaft“, „De'er“ und „E'erlen“. Zwischen dem Homburgischen und Bergischen Land liegt auch die Linie zwischen homburgischem „Bro'et“(Brot), „do'et“ (tot) und „chro'eß“ (groß) und landkölschem „Brut“, „dut“, „jruß“. Im Siegkreis findet sich die Vokaltrübung des a zu offenem o, so in „hånger“ (hinter), „åß“ (ist), „jêwåß“ (gewiß), „Kongder“ (Kinder), während im Homburgischen „henger“, „es jêweß“, „Kengêr“ gelten. Der Lautabfall am Wortschluss ist eine allgemeine Erscheinung: „Wi'es“ (Wiese), „Stu'ef“ (Stube) oder „Köh“ (Kühe).
Der Homburgische Sprachraum ist also keine Dialekteinheit, sondern weist im Norden und Süden unterschiedliche Lautformen als auch einen unterschiedlichen Wortschatz auf. In Drabenderhöhe und Wiehl finden sich daher noch eine Anzahl niederfränkischer Wörter, die im südlichen Homburger Ländchen unbekannt sind. Hierbei spricht man von einem Reliktgebiet mit resthaft erhaltenen Dialektwörtern:
- Böörich = ungezogene Jungen, gehört zum Wort Borch (männliches Schwein)
- Luustern = Ohren
- luttbor = laut-ruchbar, bekannt werden
- pälen = werfen
- fonnêsen = heimlich mitnehmen, stehlen
- weestern = unruhig hin- und herbewegen, herumfuchteln
- flämmen = wegjagen
- Schnor = Schwiegermutter
- Däll = ebenerdige Küchendiele
- klö'ewern = zerspalten, zerpflücken
- Lonten = Lumpen, Lappen oder verächtlich: Kleidungsstücke
- Schnöckelcher = Schwänke, Schwankerzählungen
- Mu'er = weibliches Kaninchen, zum Wort Mutter gehörend
- Wi'el = Wirbel
- Schnürschê = Schwiegermutter (zu Schnur)
- Wahnzö'er, Wampês = geistig, gestörter Mensch
- mätten = nörgeln
- Klötsch = Kuhkot
- Dreckklötsch = Erdklumpen

Diese und andere Wörter kommen auch im niederfränkischen Sprachraum nördlich der Agger vor.
Im Homburgischen hat sich besonders für das Wort „verhauen, prügeln“ eine eigene Form entwickelt: „Hä kriet sê jeklästerbellt“. Homburgische Synonyme dafür sind auch: Hä kriet se jêdräschên, jekêmasöölt, jêschwat, jêwammêst, jêtrocken, jêschlufft, jêflämmt, jêdrut, jêprinzt, jêwalkt, jêbät, jêschwongen, jêbängelt, jêzöngt, jêschmeert, jêprängelt, jêpläästert, jêbleut, jêtrommt, jêzoppt, jêtrimmt, dn Hüppes jêhauen, dn Dresser jêzerrt, dn Hengêr o'ewen poliert, watt öm dn Ballich, Knöppelszoppê, Draschake, Aska met Schohnäl, met dm Stock öm de Reppen, hä kriet Schrüppe, dn Hengerschtên bêsehn und in Drabenderhöhe auch „Du kries ê paar öm dê Luustern, masch ê paar öm de Lonten“.
Zum Kulturgut gehört auch die Freude am „Zeckeln und Chreezên“ (Necken und Spotten). Die Bewohner einzelner Dörfer und Gemeinden werden in zahlreichen Spottversen fröhlich geneckt und lustig gelästert. In den meisten Fällen ist dies aber nicht ernst gemeint, manchmal handelt es sich dabei auch um derbe Reimsprüche.
„Opp dr Höhe (Drabenderhöhe), do hann sê dn Aasch voll Flöhe“, „Em Wi'el (Wiehl), då sing dr Checken vi'el, em Nümmert (Nümbrecht), do sing sê drömm bekömmert“. Die Eckenhagener behaupten von den Wiehlern „Homburjer Knudeln met denn scheven Schnuten, met denn spetzen Kennen, dr Düövel (Teufel) stecht dådrennen“.
Die Dahler und Immer werden mit dem Spottvers „Em Daal fressen sê de Ärpel met dr Schaal, em Ümmen konnen se chutt klömmen'“. Die Vorliebe der Homburger für „Rievkoochen on Pöffert“ fällt den Nachbarn auf und bringt den Spottnamen „Pöffertsfräßer“ ein. Pöffert ist ein in der Pfanne, Kastenform oder Kasserolle gebackener Kuchen aus geriebenen Kartoffeln. Die Mucher riefen ihnen früher „Hommersche Pöffertsfräßer“ zu, im Gegenzug wurden die Mucher von den Homburgern gerne als „Möcher Heufräßer“ bezeichnet.
Örtlich begrenzt und als sprachliche Besonderheit fällt die schnarrende Aussprache des „r“ in einigen Ortschaften auf. Die Wiehler verspotteten ihre Nachbarn mit „Dä hätt uß dm Biermijêr (Rommelsdöêrpêr) Schnorrbörnchen jêdronkên“ und „Dat seng dê Bierêmijer Schnorrkatzen, die schnorren schlemm hengên êm Hals.“ (Der hat aus dem Bierenbacher/Rommelsdorfer Schnorrbrunnen getrunken. Das sind die Bierenbacher Schnurrkatzen, die schnurren schlimm hinten im Hals.) Von den Niederbreidenbachern behauptet man: „Meng Vatter schnorrt, an meng Motter schnorrt, an uus Löckt schnorren, bloêß echt nett. Ech sahn frre'i erruß: Drre'iondrreßig Drropên Riesbrre'i, Petterr, schnorr mrr net drrbie.“ (Mein Vatter schnurrt, und meine Mutter schnurrt, und unsere Leute schnurren, nur ich nicht. Ich sage frei heraus: 33 Tropfen Reisbrei, Peter schnurr mir nicht dabei.)
Die Nümbrechter erkennt man an ihrem eigenartigen Tonfall. Die Höhe des Tones wechselt im ganzen Satz.
Die Unterschiede zur Waldbröler Mundart liegen in einem anderen Vokalismus und zum Teil verschiedenen Wortschatz und fallen mit den alten Kirchspielgrenzen zwischen Nümbrecht und Waldbröl zusammen. Wie in der Nümbrechter Mundart zeigen die Wörter keinen ch-Schwund vor dem t, wie in Näächt und bräächt. Allerdings sind die langen Vokale o in ua oder üa bzw. e in ia gebrochen, also diphthongiert. Beispiele sind Brot (Bruat), tot (duat), Onkel (Uam), Stroh (Strüa), Vogel (Vüal), böse (büas), Klee (Klia), gelernt (jalart), ersten (iaschtan). Die Form „hier“ ist als he'i diphthongiert:
- Waldbröl – Dr Uam het he'i Bruat an Strüa jaliant
- Nümbrecht – Dr Öam het hie Broat an Ströa jaleant (Der Onkel hat hier Brot und Stroh geliehen)

Wörter mit altem i gingen in Formen mit Rundung, also mit offenem o über, wie Winter (Wongter), Kinder (Konger), hinter (honger). Dieses Trübungsgebiet ist heute nur noch auf einem südlichen Bereich um Bladersbach und Geilenkausen beschränkt. Noch im 19. Jh. sprach man so auch in den Nümbrechter Schulbezirken Harscheid und Berkenroth. Als seltenes Reliktwort findet sich in Bladersbach und Geilenkausen noch die unverschobene Form von müssen (motten).
Die evangelische Kirchengemeinde Holpe, schon auf Morsbacher Kommunalgebiet, liegt zwar bereits südlich der Dorp-Dorf-Linie, welche als Grenzlinie zum Moselfränkischen Dialekt gilt, doch im Lautstand gehört die Holper Mundart zu den Homburgischen Dialekten. Nördliche Vokallängen trennen sich hier von südlichen Diphthongen: drü – dröu (trocken), Schür – Schöuêr (Scheune), Für – Föüêr (Feuer), rief – re'if (reif), Bur – Bonêr (Bauer), Bruêr – Broudêr (Bruder), Mus – Mous (Maus), uus – ous (aus). Nur die moselfränkische Form Löu für Leute ist in den Holper Raum vorgedrungen. Ebenfalls blieb der alte a-ch Laut für g in Holpe erhalten: chot (gut), chätt (etwas), chåån (gehen). Die mundartlichen Unterschiede im Raum Holpe zur restlichen Gemeinde Morsbach erklären sich aus konfessionellen Gründen. Während Holpe in der Reformationszeit zum lutherischen Glauben übergetreten ist, verblieb Morsbach beim Katholizismus.

## Verbreitung der Mundart
Es lässt sich feststellen, dass die Mundart immer seltener gesprochen wird und sich nicht auf kulturelle Hintergründe – wie im Kölschen der Karneval – berufen kann. Vor dem Zweiten Weltkrieg wurde das Homburger Platt in fast allen gesellschaftlichen Schichten als Umgangssprache verwendet. Durch den Zuzug von Flüchtlingen aus den ehemaligen deutschen Ostgebieten stieg die Bevölkerung sprunghaft um mehr als ein Drittel an. Ab den sechziger Jahren stieg das Wachstum noch weiter an durch Siebenbürger Sachsen in Drabenderhöhe bzw. in den neunzigern durch viele Russlanddeutsche in Nümbrecht. Als Kontaktsprache wurde und wird natürlich die deutsche Standardsprache verwendet, was teilweise auch den Rückzug des Dialektes in eine Haus- und Bauernsprache bedeutete. Am besten Halt findet das Platt noch in bäuerlichen Familien. Ein weiterer Grund des Aussterbens liegt wohl auch im Prestige der Mundart, die eben als bäuerlich und unfein galt. Die landwirtschaftlichen Betriebe werden zusehends weniger. Auch in der Schule galt Platt nicht gerade als Sprache mit Niveau. Ab den sechziger Jahren und später konnte es schon vorkommen, dass Lehrer den Eltern ihrer Schüler rieten, nicht mehr mit ihnen Dialekt sprechen zu sollen, damit „Sprachmischungen“ und Fehler vermieden werden könnten.
Junge Menschen sprechen fast überhaupt keinen Homburger Dialekt mehr, einige verstehen es noch. Es finden sich also überwiegend Menschen ab 50, die sich noch auf Hommersch unterhalten können. Die Tendenz ist aber rapide abnehmend. Grob kann man schätzen, dass prozentual in den Gemeinden Wiehl und Nümbrecht heute (2012) noch ca. 10 bis 20 % Dialektsprecher sind. Der Heimatverein Drabenderhöhe organisiert seit vielen Jahren einen Mundartstammtisch, wo sich Mundartbegeisterte in kleiner Runde regelmäßig mehrmals im Jahr zum „plattsprechen“ treffen. In Wiehl hat sich die Gruppe „De Plattstrünkßer“ im Jahre 2022 gegründet. Das Ziel ist ein Wiehler Wörterbuch zu erstellen, um die alte Sprache zu konservieren.